# Mother’s Pride
Mother’s Pride war eine Ska-Band aus Berlin.

## Geschichte
Mother’s Pride wurde 1989 in Berlin gegründet. Das erste Album erschien 1992 unter dem etwas irreführenden Titel Greatest Hits Volume 3. Im Jahr 1995 wurde die Band von Impact Records unter Vertrag genommen, dort erschienen in den folgenden Jahren noch drei Alben. Außerdem wurden einige Singles, EPs und diverse Samplerbeiträge produziert. Die Band zählte während ihres Bestehens zu den aktivsten Livebands aus der Berliner Skaszene. 2002 löste sich die Band nach einem Abschiedskonzert im SO36 (Berlin) auf.
Nach 2002 gründeten einige ehemalige Mitglieder die Band Rolando Random & The Young Soul Rebels. Zu den Gründungsmitgliedern zählt vor allem der ehemalige Saxophonist Rolando Random, der auch Namensgeber des Nachfolgeprojektes und bis heute Frontman der Band ist.

## Diskografie
- 1992: Greatest Hits Vol.3 (Jones’n’Jones Records)
- 1995: Bullshit (Impact Records)
- 1996: Take That! (Impact Records)
- 1998: Mother’s Pride Live (Impact Records)